# 6200 Hachinohe
A 6200 Hachinohe (ideiglenes jelöléssel 1993 HL) a Naprendszer kisbolygóövében található aszteroida. Endate, K. és Vatanabe Kazuró fedezte fel 1993. április 16-án.